# Gouvernement Houphouët-Boigny du 30 avril 1959
 Houphouët-Boigny I
Le gouvernement Houphouët-Boigny du 30 avril 1959 est le premier gouvernement de la république de Côte d'Ivoire, membre de la Communauté, à la suite de l'adoption de la Constitution ivoirienne de 1959.
Le 30 avril, sur proposition du président de l'Assemblée législative, Félix Houphouët-Boigny est investi Premier ministre. Le gouvernement est instauré par le décret n° 59-136 du 30 avril 1959 portant nomination des membres du gouvernement.

## Composition initiale

### Premier ministre
- Premier ministre : Félix Houphouët-Boigny

### Vice-Premier ministre
- Vice-Premier ministre chargé du ministère de l'Intérieur : Jean-Baptiste Mockey

### Ministres d'État
- Ministre d'État chargé du Conseil de l’Entente : Auguste Denise
- Ministre d'État chargé de l’assistance technique : Jean Delafosse

### Ministres
- Garde des sceaux, ministre de la Justice : Alphonse Boni
- Ministre des Finances, des Affaires économiques et du Plan : Raphaël Saller
- Ministre de l'Education nationale : Joachim Bony
- Ministre des Travaux publics, des Transports, des Postes et des Télécommunications : Jean Millier
- Ministre de l'Agriculture et de la Coopération : Georges Monnet
- Ministre du Travail et des Affaires sociales : Camille Gris
- Ministre de l'Enseignement technique : Alcide Kacou
- Ministre de la Santé publique : Amadou Koné

### Ministre délégué
- Ministre-délégué auprès du Premier ministre, chargé de la Fonction publique : Ernest Boka

### Secrétaires d'État
- Secrétaire d’État auprès du Premier ministre chargé de l’Information : Amadou Bocoum
- Secrétaire d’État auprès du Premier ministre chargé de la Jeunesse et des Sports : Jean Konan Banny
- Secrétaire d’État aux Finances : Konan Kanga
- Secrétaire d’État à l’Industrie et au plan : Koffi Oussou
- Secrétaire d’État à l’Agriculture : Charles Donwahi
- Secrétaire d’État aux postes et Télécommunications : Jean Thès

## Évolution de la composition du gouvernement
- Le 8 septembre 1959, Jean-Baptiste Mockey démissionne de son poste de vice-Premier ministre, chargé du ministère de l'Intérieur[2]. Le ministère de l'intérieur est rattaché au Premier ministre par le décret n° 59-143 du 8 septembre 1959.

## Source
- (fr) 1er gouvernement sous Houphouët-Boigny 30 avril 1949 Document officiel, pdf sur gouv.ci